# 鴨脷洲大橋

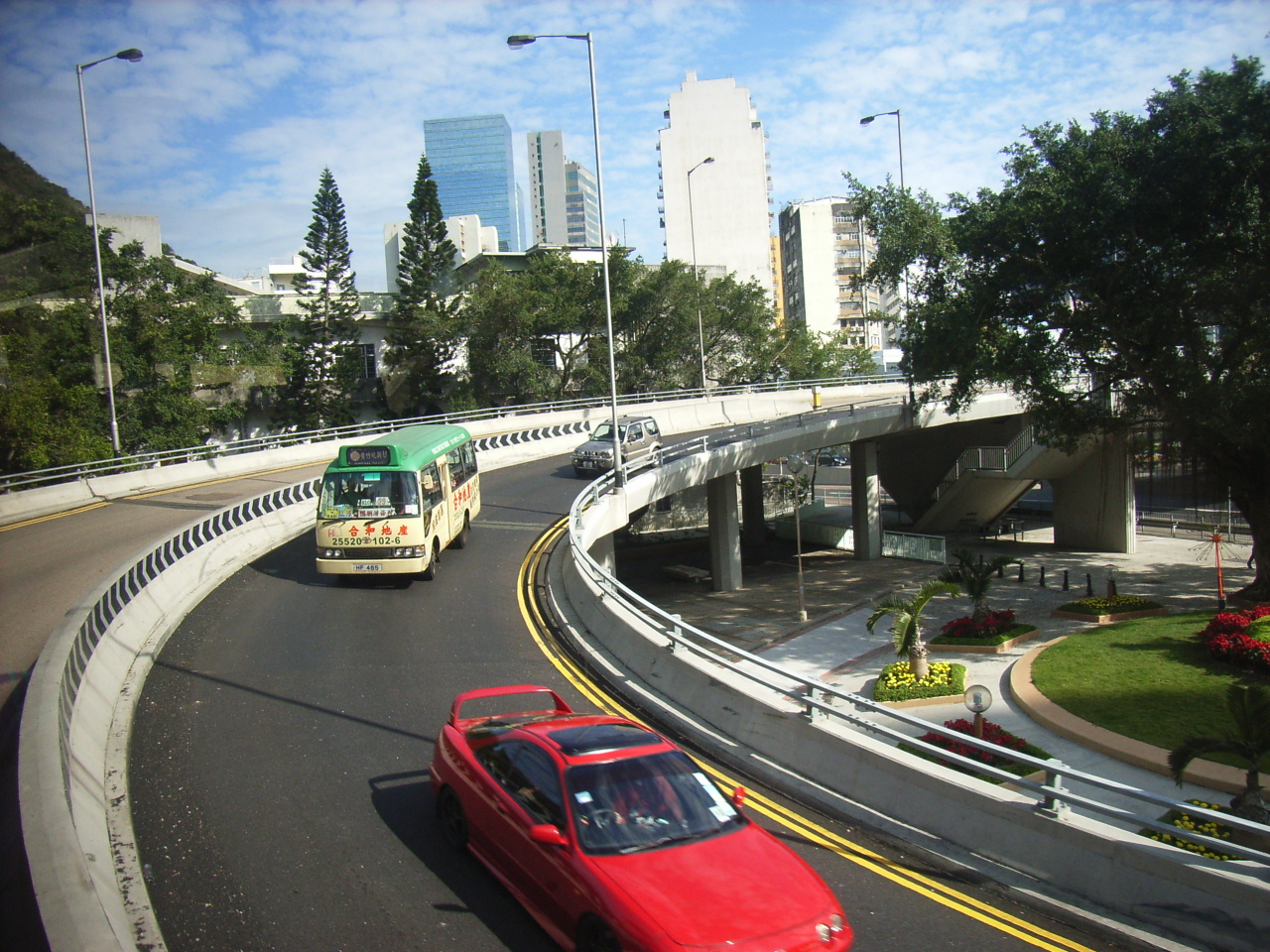
鴨脷洲大橋の北端

鴨脷洲大橋（おうりしゅうおおはし）は、香港の鴨脷洲に至る自動車用の橋であり、香港仔海峡をわたり、香港仔東部（香港仔海旁道と黄竹坑道の交差点）と鴨脷洲東部（鴨脷洲橋道）を結んでいる。全長は230mで、6400万香港ドルの工費をかけ、1977年に着工し、1980年3月28日に開通した。海を渡る橋としては香港で唯一歩行者が通行可能な橋である。
橋の開通当時は片側1車線となっていたが、鴨脷洲の著しい開発が行われ交通量が急増したため、1991年から1993年にかけて、香港政府は元の橋の北側にもう1本同じ橋を建設する工事を行い、道路は片側2車線となった。橋には、島に水を供給する水道管が通っている。香港仔方面の橋の上には、香港仔トンネルの交通情報を発信し、香港島のほかの地域や九龍方面へ行くためにトンネルが利用できるかを知らせる電光掲示板が存在する。
鴨脷洲大橋が建設されてから、橋は鴨脷洲と外部を結ぶ唯一の道路となっており、橋で交通事故が発生した場合は、道路交通が寸断されてしまっていた。このため、南区議会は田湾と鴨脷洲西部を結ぶ2本目の橋を建設することを提案した。しかし、島側の住宅地の海怡半島を運営する香港電灯とハチソン・ワンポアの反対に遭い、結局元の橋の横に同じ橋をもう1本建設するという案が通った。この工事は1991年5月1日に着工し、1994年7月に完成した。